# Тарасовка (Обуховский район)
Тарасовка (укр. Тарасівка) — село, входит в Обуховский район Киевской области Украины.
Население по переписи 2001 года составляло 155 человек. Почтовый индекс — 08714. Телефонный код — 4572. Занимает площадь 0,01 км². Код КОАТУУ — 3223187707.

## Местный совет
08714, Киевская обл., Обуховский р-н, с. Старые Безрадичи